# Giulio Tarra
Giulio Tarra (Milano, 25 aprile 1832 – Milano, 10 giugno 1889) è stato un presbitero e educatore italiano.
Fu il primo rettore dell'allora Pio Istituto per Sordomuti poveri di campagna, oggi Pio Istituto dei Sordi, fondato nel 1854 e che resse per trentaquattro anni fino alla morte. Nell'ambito della sua attività di educatore fu anche noto per la lunga 
serie di pubblicazioni istruttive morali a vantaggio della gioventù.

## Biografia
Nacque nella Milano austriaca del Lombardo Veneto dall'ingegner Antonio e dalla nobildonna Lucia Borgazzi, quarto di sei fratelli; compiuti gli studi presso le scuole Arcimbolde di Milano e il collegio dei Barnabiti di Monza, si votò alla vita religiosa e venne consacrato sacerdote nel 1855. Prima ancora di venire ordinato sacerdote aveva espresso la volontà di intraprendere la vita missionaria ma trovò presto che la sua missione sarebbe stata l'educazione dei sordo-muti poveri.
Il conte Paolo Taverna (1804-1878), possidente milanese e uomo incline alla beneficenza, aveva fondato nel 1854 un piccolo istituto per l'educazione dei sordi con sede presso la chiesa di San Vincenzo in Prato di Milano e, grazie a conoscenze comuni, aveva invitato il giovane Tarra a dirigere la piccola opera umanitaria. Il Tarra accettò e rimase per trentaquattro anni il rettore dell'istituto che nel frattempo aveva preso il nome di Pio Istituto per Sordomuti poveri di campagna.
Durante il rettorato al Pio Istituto Tarra si informò sul metodo d'insegnamento dell'abate Charles-Michel de l'Épée, precursore dell'istruzione dei sordi, metodo consistente nel tradurre con la lingua dei segni francese convenzionale in lingua scritta; ma dopo lunghi studi ed esperienze introdusse, per la prima volta in Italia, il metodo orale puro, cioè l'apprendimento della lettura labiale.
Il sacerdote morì a Milano per una peritonite; i solenni funerali furono celebrati presso la chiesa di San Gioachimo, in seguito venne tumulato nel Cimitero Monumentale. Il mattino di lunedì 25 aprile 1932, giorno del suo centenario, venne traslato nella cripta del Famedio, nel medesimo cimitero. La cerimonia ebbe seguito nel convitto femminile del Pio Istituto, con un discorso del politico Giovanni Paleari.
Giulio Tarra è anche il periodico di proprietà del Pio Istituto dei Sordi pubblicato ininterrottamente a Milano dal 1892 e disponibile anche in formato digitale.

## Opere
- Racconti d'una madre ai suoi figli, Milano, G. Messaggi, 1876.
- Cenni storici e compendiosa esposizione del metodo seguito per l'istruzione dei sordo-muti poveri d'ambo i sessi della provincia e diocesi di Milano, Milano, Tipografia di S. Giuseppe, 1880.
- Primo grado di letture al fanciullo italiano : nell'ordine progressivo intellettuale-morale-linguistico e ad avviamento al comporre, Milano, G. Battista Messaggi, 1879.